# Albumy numer jeden w roku 2007 (Węgry)
Rok 2007 był osiemnastym, w którym funkcjonowała lista najlepiej sprzedających się albumów na Węgrzech, Top 40 album- és válogatáslemez-lista.

## Historia notowania
| Data publikacji | Album                              | Wykonawca                       | Źródło |
| --------------- | ---------------------------------- | ------------------------------- | ------ |
| 1 stycznia      | Ördögi angyal                      | Magdi Rúzsa                     | [ 1 ]  |
| 8 stycznia      | Ördögi angyal                      | Magdi Rúzsa                     | [ 2 ]  |
| 15 stycznia     | Ördögi angyal                      | Magdi Rúzsa                     | [ 3 ]  |
| 22 stycznia     | Ördögi angyal                      | Magdi Rúzsa                     | [ 4 ]  |
| 29 stycznia     | The Confessions Tour               | Madonna                         | [ 5 ]  |
| 5 lutego        | The Confessions Tour               | Madonna                         | [ 6 ]  |
| 12 lutego       | The Confessions Tour               | Madonna                         | [ 7 ]  |
| 19 lutego       | Not Too Late                       | Norah Jones                     | [ 8 ]  |
| 26 lutego       | K.O. Média                         | Irigy Hónaljmirigy              | [ 9 ]  |
| 5 marca         | K.O. Média                         | Irigy Hónaljmirigy              | [ 10 ] |
| 12 marca        | K.O. Média                         | Irigy Hónaljmirigy              | [ 11 ] |
| 19 marca        | K.O. Média                         | Irigy Hónaljmirigy              | [ 12 ] |
| 26 marca        | K.O. Média                         | Irigy Hónaljmirigy              | [ 13 ] |
| 2 kwietnia      | Musical duett                      | Zoltán Bereczki i Dóra Szinetár | [ 14 ] |
| 9 kwietnia      | Musical duett                      | Zoltán Bereczki i Dóra Szinetár | [ 15 ] |
| 16 kwietnia     | Musical duett                      | Zoltán Bereczki i Dóra Szinetár | [ 16 ] |
| 23 kwietnia     | Musical duett                      | Zoltán Bereczki i Dóra Szinetár | [ 17 ] |
| 30 kwietnia     | Musical duett                      | Zoltán Bereczki i Dóra Szinetár | [ 18 ] |
| 7 maja          | Musical duett                      | Zoltán Bereczki i Dóra Szinetár | [ 19 ] |
| 14 maja         | Minutes To Midnight                | Linkin Park                     | [ 20 ] |
| 21 maja         | Musical duett                      | Zoltán Bereczki i Dóra Szinetár | [ 21 ] |
| 28 maja         | Musical duett                      | Zoltán Bereczki i Dóra Szinetár | [ 22 ] |
| 4 czerwca       | Systematic Chaos                   | Dream Theater                   | [ 23 ] |
| 11 czerwca      | Loose                              | Nelly Furtado                   | [ 24 ] |
| 18 czerwca      | Loose                              | Nelly Furtado                   | [ 25 ] |
| 25 czerwca      | Musical duett                      | Zoltán Bereczki i Dóra Szinetár | [ 26 ] |
| 2 lipca         | Musical duett                      | Zoltán Bereczki i Dóra Szinetár | [ 27 ] |
| 9 lipca         | Musical duett                      | Zoltán Bereczki i Dóra Szinetár | [ 28 ] |
| 16 lipca        | Musical duett                      | Zoltán Bereczki i Dóra Szinetár | [ 29 ] |
| 23 lipca        | Musical duett                      | Zoltán Bereczki i Dóra Szinetár | [ 30 ] |
| 30 lipca        | Musical duett                      | Zoltán Bereczki i Dóra Szinetár | [ 31 ] |
| 6 sierpnia      | Musical duett                      | Zoltán Bereczki i Dóra Szinetár | [ 32 ] |
| 13 sierpnia     | Musical duett                      | Zoltán Bereczki i Dóra Szinetár | [ 33 ] |
| 20 sierpnia     | Musical duett                      | Zoltán Bereczki i Dóra Szinetár | [ 34 ] |
| 27 sierpnia     | Mágikus Pinokkió                   | Pinokkió                        | [ 35 ] |
| 3 września      | Musical duett                      | Zoltán Bereczki i Dóra Szinetár | [ 36 ] |
| 10 września     | Örök tűz                           | Ossian                          | [ 37 ] |
| 17 września     | Musical duett                      | Zoltán Bereczki i Dóra Szinetár | [ 38 ] |
| 24 września     | Musical duett                      | Zoltán Bereczki i Dóra Szinetár | [ 39 ] |
| 1 października  | Dark Passion Play                  | Nightwish                       | [ 40 ] |
| 8 października  | Olasz szerelem                     | Attila Dolhai                   | [ 41 ] |
| 15 października | Olasz szerelem                     | Attila Dolhai                   | [ 42 ] |
| 22 października | Olasz szerelem                     | Attila Dolhai                   | [ 43 ] |
| 29 października | Olasz szerelem                     | Attila Dolhai                   | [ 44 ] |
| 5 listopada     | The Best of Andrea Bocelli: Vivere | Andrea Bocelli                  | [ 45 ] |
| 12 listopada    | Olasz szerelem                     | Attila Dolhai                   | [ 46 ] |
| 19 listopada    | The Best of Andrea Bocelli: Vivere | Andrea Bocelli                  | [ 47 ] |
| 26 listopada    | Szeresd a testvéred!               | Judit Halász                    | [ 48 ] |
| 3 grudnia       | The Best of Andrea Bocelli: Vivere | Andrea Bocelli                  | [ 49 ] |
| 10 grudnia      | The Best of Andrea Bocelli: Vivere | Andrea Bocelli                  | [ 50 ] |
| 17 grudnia      | The Best of Andrea Bocelli: Vivere | Andrea Bocelli                  | [ 51 ] |
| 24 grudnia      | Csendes                            | NOX                             | [ 52 ] |